# Ectodermale dysplasie
Ectodermale dysplasie  is een zeldzame erfelijke aandoening waarbij er een afwijking aanwezig is van de groei en ontwikkeling van de structuren die uit het ectoderm ontstaan waardoor het haar grotendeels ontbreekt, nagels afwijkend ontwikkeld zijn, gebitselementen ontbreken, de huid dun is, zweetklieren ontbreken, en de neus misvormd kan zijn. Ook de ooglens en de onderdelen van het binnenoor, maar ook de hersenen, het ruggenmerg, het netvlies en de pigmentcellen van de huid zijn structuren die beïnvloed worden bij ectodermale dysplasie.
Door de dunne huid en het afwezig zijn van zweetklieren is de temperatuurregulatie verstoord waardoor de lichaamstemperatuur te hoog kan oplopen en kan leiden tot hersenbeschadiging en stuipen, zogenaamde 'koortsconvulsies'. Door de te droge slijmvliezen in de neus treden chronische infecties in de neus en de luchtwegen op.
Droge, geïrriteerde ogen worden veroorzaakt door het ontbreken van traanvocht.
Bij verdenking op ectodermale dysplasie bij een pasgeborene met ectodermale dysplasie in de familie wordt met onder andere een huidbiopsie een diagnose getracht te stellen. Een behandeling voor ectodermale dysplasie is nog niet voorhanden. Mensen met deze aandoening moeten oppassen dat ze zich niet blootstellen aan extreme temperatuurschommelingen.